# Stura di Demonte
Stura di Demonte – rzeka, mająca 115 kilometrów długości. Znajduje się we włoskim regionie Piemont.

## Położenie
Stura di Demonte powstała niedaleko przełęczy Maddalena, która ma wysokość 1991 metrów w 
Alpach Nadmorskich. Przy jej źródle znajduje się jezioro Lago della Stura. Po przepłynięciu doliną Valle Stura di Demonte napotyka rzekę przed miastem Cuneo, na północnowłoskich nizinach. W Cuneo wpada strumień górski Gesso od prawej strony w Sturę, który sam wpada przy Cherasco w Tanaro. 
Dolinami sąsiednimi są Valle Maira i Valle Grana na północy, Valle Gesso po stronie południowo-wschodniej.